# Milch

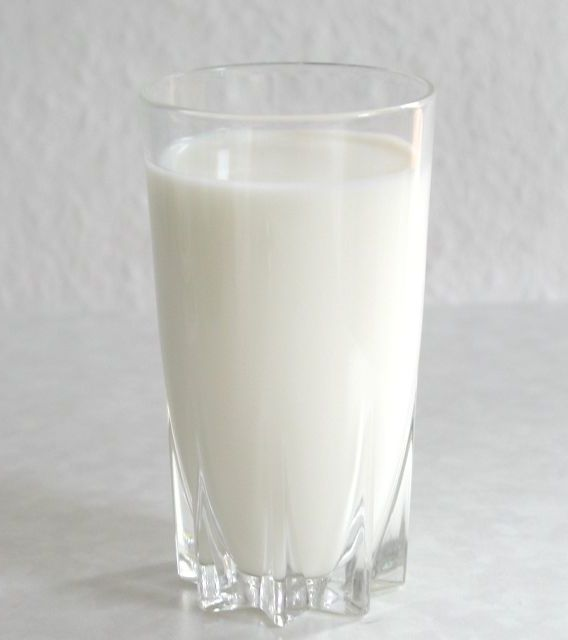
Ein Glas mit Kuhmilch

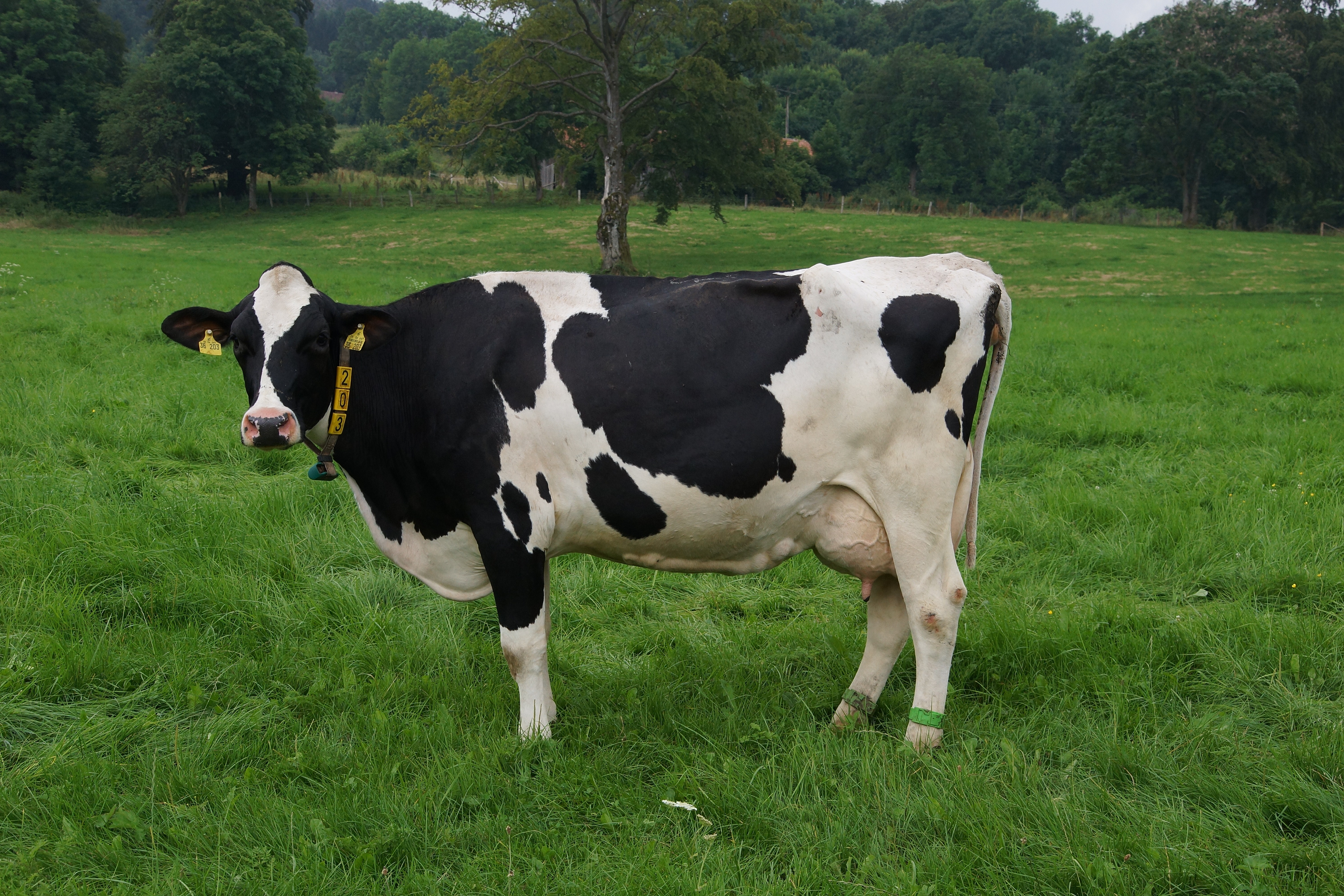
Milchkuh auf der Weide

Milch ist allgemein eine in den Milchdrüsen von Säugetieren gebildete Flüssigkeit, die zur Ernährung ihrer Neugeborenen dient. Sie ist eine weiße, trübe Emulsion bzw. kolloidale Dispersion von Proteinen, Milchzucker und Milchfett in Wasser. Im engeren Sinn ist mit Milch meist Muttermilch von weiblichen Rindern gemeint.
Der Mensch nutzt die Milch vieler domestizierter Tiere als Nahrungsmittel, insbesondere als Getränk oder als Milcherzeugnis. In jüngerer Zeit gibt es Versuche, Milch nicht durch Melken, sondern ohne Einsatz von Tieren auf molekularer Ebene herzustellen (Synthetische Milch).

## Definition und rechtliche Grundlage

### Deutschland
In Deutschland ist Milch gesetzlich definiert als „das durch ein- oder mehrmaliges Melken gewonnene Erzeugnis der normalen Eutersekretion von zur Milcherzeugung gehaltenen Tierarten“. Wird Milch von anderen Säugetieren als Kühen zur Herstellung verwendet, muss diese entsprechend gekennzeichnet werden. Für diese gilt das Lebensmittel- und Futtermittelgesetzbuch (LFGB) sowie die Milcherzeugnisverordnung. Es bestehen weitere Verordnungen im Zusammenhang mit Milch, wie z. B. seit Juli 2021 die Rohmilchgüteverordnung (RohmilchGütV) [vorher bestand hierzu die Milch-Güteverordnung (MilchGüV)].

### Schweiz
In der Schweiz ist Milch „das durch ein- oder mehrmaliges Melken gewonnene Erzeugnis der normalen Eutersekretion eines oder mehrerer Tiere der Säugetierarten nach Artikel 2“, wobei als solche „Säugetierarten“ ausschließlich folgende in Frage kommen: „domestizierte Huftiere der zoologischen Familien der Hornträger (Bovidae), Hirsche (Cervidae), Kamelartige (Camelidae), Schweine (Suidae) und Pferde (Equidae)“. Im Handel mit Milch ist die Tierart anzugeben, es sei denn, es handelt sich um Kuhmilch.
Die bisherige Regelung, dass die gesamte Milchmenge (Gemelk) einer Milchkuh gemolken werden muss, ist im Juli 2020 entfallen, so dass auch Milch aus Mutterkuhhaltung legal vermarktet werden kann.

### Europäische Union
In der Europäischen Union ist der Begriff Milch „ausschließlich dem durch ein- oder mehrmaliges Melken gewonnenen Erzeugnis der normalen Eutersekretion, ohne jeglichen Zusatz oder Entzug, vorbehalten“. Im Handel innerhalb der Europäischen Union darf allein die Milch von Kühen als „Milch“ bezeichnet werden. Bei Milch anderer Säugetiere muss zusätzlich die Tierart angegeben werden (beispielsweise Ziegenmilch, Schafmilch, Pferdemilch bzw. Stutenmilch, Eselsmilch, Yakmilch, Kamelmilch, Büffelmilch). Da sie nicht dieser Definition entsprechen, dürfen Milchersatzgetränke laut EU-Rechtsprechung im Handel nicht als Sojamilch, Hafermilch o. ä. ausgewiesen werden. Es bestehen zahlreiche weitere Verordnungen zum Thema Milch in der EU, so z. B. die EU-Lebensmittelhygiene-Verordnung.

### USA
In den USA definierte die FDA 1973 Milch als „das praktisch kolostrumfreie Milchsekret, das durch komplettes Melken einer oder mehrerer gesunder Kühe gewonnen wird“.

## Etymologie, Wortverwendung

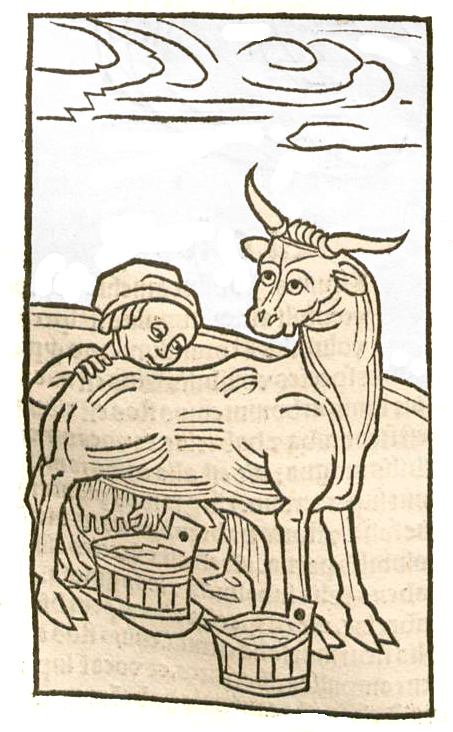
Hortus sanitatis, Mainz 1491. Abbildung zum Kapitel Lac – Milch

Das Substantiv Milch, ebenso wie Molke und das zugehörige Verb melken, sind germanischsprachiges Gemeingut (schwed. mjölk, dän. mælk, niederl. melk, engl. milk, isländ. mjólk usw.). Über das althochdeutsche miluh (8. Jh.) wandelte sich zum mittelhochdeutsch milich, milch. Die fachsprachliche Mehrzahlbildung lautet Milche oder auch Milchen.
„Milch“ ist allgemein der Name für die Nährflüssigkeit, die bei Säugetieren (Mammalia) von weiblichen Individuen nach einer Schwangerschaft durch Drüsen der Milchleisten über Mamillen bzw. Zitzen an Brüsten (Mammae) oder Eutern dem saugenden Nachwuchs (Säugling) als (zunächst einziges) Nahrungsmittel zur Verfügung gestellt wird.
Im Deutschen wird der Ausdruck „Milch“ (lateinisch lac) vornehmlich als ein Synonym für Kuhmilch (lateinisch lac bovinum) gebraucht. Im weiteren Sinn ist die Milch anderer Säugetiere gemeint. Die Milch des Menschen wird unterscheidend als Muttermilch bezeichnet.

## Gewinnung
Die Entwicklung der Milchwirtschaft begann im Zuge der so genannten neolithischen Revolution mit der Domestikation von Ziegen und Schafen, etwa vor 10.000 Jahren, in Westasien und andernorts, sowie mit der Domestikation von Auerochsen (Ur) vor etwa 8.500 Jahren vor allem in Südosteuropa.
Für die Nahrungsmittelindustrie Europas sind Milchkühe der Hauptlieferant, in den Bergen, ertragsschwachen Gegenden und in früheren Zeiten auch das Schaf (Schafsmilch) und die Ziege (Ziegenmilch). Für Trinkmilch melkt der Mensch auch Hauspferde (Stutenmilch) und Hausesel (Eselsmilch), Yaks in West-China/Tibet, in den Anden Südamerikas teilweise auch Lamas (selten). Hoch im Norden wird auch die Milch der Rentiere genutzt; in Asien und Italien zur Käseproduktion (Mozzarella di Bufala) werden Wasserbüffel gemolken und Büffelmilch gewonnen; im arabischen Raum wird, neben Ziegen- und Schafmilch, Milch von Kamelen konsumiert. Mäusemilch wird ausschließlich zu Versuchszwecken gewonnen.
In manchen Kulturen, welche meist aus Hirten und Nomaden hervorgegangen sind, steht die Milchtierhaltung, die Milch und ihre Produkte (etwa Käse, Joghurt) im Mittelpunkt der Ernährung und damit auch des Lebens. Ähnlich ist dies auch in der westlichen Welt. Andererseits gibt es auch Völker, die außer Muttermilch gar keine Milch verwenden.
Der Wasserverbrauch liegt bei rund 738 Liter pro Liter Milch.

## Verarbeitung
Der als Veredelung bezeichnete Herstellungsprozess von zahlreichen Milchprodukten kann als kontrollierter „Verderb“ aufgefasst werden, da hier vor allem der originären Milchflora zugehörende Milchsäurebakterien wirken. Gleiches gilt auch für die Zugabe von Lab, was bewirkt, dass die Milch – ähnlich wie die gesäuerte – koaguliert.
Die Verarbeitungsstätten nennt man Molkereien (früher teilweise auch Meiereien) bzw. Käsereien, typische Produkte sind Sahne, Butter und Buttermilch, Käse, Sauermilch.
Aus Milch gewonnene Produkte für die Weiterverarbeitung sind etwa Milchpulver, Molkepulver (Speiseeisproduktion, Zusätze zu anderen Lebensmitteln), Lactose (Milchzucker) und Ähnliches in Lebensmittelherstellung, Pharmazie, Kosmetika usw., Kasein als Klebersubstanz in zahlreichen Branchen.
Die Nahrungsmittelindustrie verarbeitet die Milch in zahlreichen Formen und zu vielfältigen Produkten (Produktgruppe: Milchprodukte), angefangen von Butter, Rahm, der Verkäsung bis hin zu Backwaren- oder Speiseeisherstellung, sowie Derivaten, vom Einsatz in der Fleischverarbeitung oder in der Fertignahrungsherstellung bis hin zur Pharmazie und Kosmetika (Milchrohstoffe).

## Wirtschaftliche Bedeutung

### Die größten Produzenten
Im Jahr 2023 wurden laut Ernährungs- und Landwirtschaftsorganisation der Vereinten Nationen FAO weltweit 782.901.754 Tonnen Kuhmilch produziert. Folgende Tabelle gibt eine Übersicht über die 20 größten Produzenten von Kuhmilch weltweit, die insgesamt 75,7 % der Gesamtmenge produzierten. Außerdem befinden sich in dieser Tabelle die Zahlen für die Schweiz und Österreich zum Vergleich:
| Rang | Land                   | Menge (in t) |    | Rang             | Land        | Menge (in t) |
| ---- | ---------------------- | ------------ | -- | ---------------- | ----------- | ------------ |
| 1    | Indien                 | 127.105.140  | 13 | Niederlande      | 14.685.300  |              |
| 2    | Vereinigte Staaten     | 102.677.105  | 14 | Mexiko           | 13.735.387  |              |
| 3    | Volksrepublik China    | 41.966.500   | 15 | Italien          | 13.058.970  |              |
| 4    | Brasilien              | 36.436.492   | 16 | Bangladesch      | 12.661.200  |              |
| 5    | Deutschland            | 34.012.620   | 17 | Usbekistan       | 11.943.952  |              |
| 6    | Russland               | 33.559.230   | 18 | Argentinien      | 11.665.405  |              |
| 7    | Pakistan               | 23.893.450   | 19 | Kanada           | 9.886.559   |              |
| 8    | Frankreich             | 23.882.000   | 20 | Irland           | 8.730.710   |              |
| 9    | Neuseeland             | 21.245.000   |    | Summe Top Twenty | 592.348.668 |              |
| 10   | Türkei                 | 19.961.908   |    |                  |             |              |
| 11   | Vereinigtes Königreich | 15.759.500   | 34 | Schweiz          | 3.738.000   |              |
| 12   | Polen                  | 15.482.240   | 35 | Österreich       | 3.678.790   |              |

In Europa wurden 2023 rund 228 Mio. Tonnen Kuhmilch produziert. Die größten Produzenten waren Deutschland, Frankreich und das Vereinigte Königreich.
Der größte einzelne Milcherzeuger der Welt war der saudi-arabische Lebensmittelhersteller Almarai, wobei die zehn größten Firmen unter den Milchproduzenten 1,1 % der weltweiten Milchmenge produzierten.

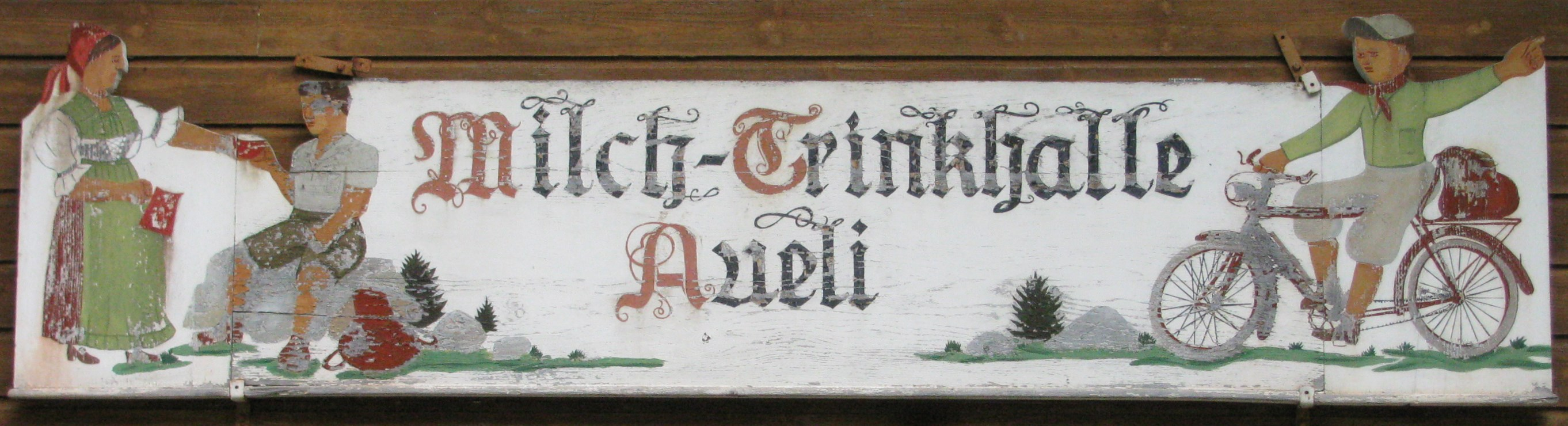
Schild einer Milch-Trinkhalle bei Wasserauen

### Industrialisierung der Milchproduktion und die Folgen für die Milchkühe

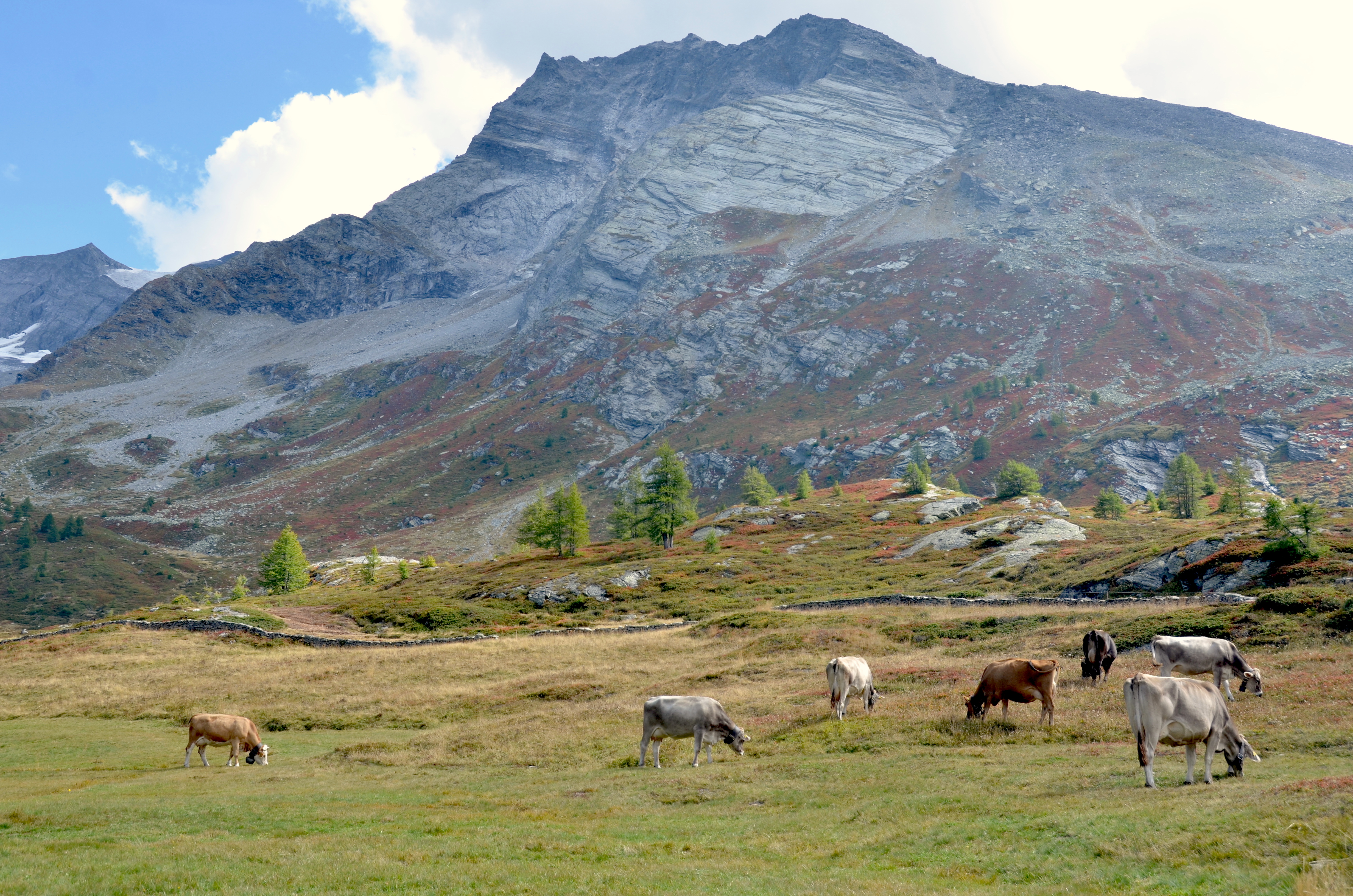
Braunvieh mit hoher Milchleistung bei der Sömmerung am Simplonpass in der Schweiz

Für die Milchproduktion gezüchtete Kühe geben pro Tag rund 50 Liter Milch. Die Urkuh hingegen gab mit bis zu fünf Litern knapp 10 Prozent davon. Die Milchleistung ist von jährlich 500–600 kg auf heute 6.000–10.000 kg je Kuh angestiegen.
Zurückzuführen ist diese Steigerung auf Zucht und Forschung, um die Milchleistung permanent zu optimieren. Aus dieser Zucht gingen reine Milchkuh-Zuchtlinien hervor. Die Ernährung spielt ebenfalls eine Rolle. In der Natur fressen Kühe Gräser und Klee. Heutzutage erhalten Kühe in der Milchproduktion überwiegend Kraftfutter. Teilweise wird mit Maissilage, Getreide oder Soja zugefüttert, zunehmend aber auch mit tierischen Futtermitteln aus Magermilch- und Molkepulver und Fetten. In der Europäischen Union wurde die Zufütterung mit Tiermehl nach dem BSE-Skandal im Jahr 1999 verboten.
Auch das Gewicht einer durchschnittlichen Kuh in der modernen Milchproduktion ist durch Zuchterfolge und Futtermaßnahmen um etwa 400 kg gesteigert worden.

### Pro-Kopf-Verbrauch

Werbung von 1932 zur Unfallverhütung aus dem Amtsblatt der Reichsbahndirektion Mainz

2013 waren die Spitzenreiter beim Pro-Kopf-Verbrauch bei der Vollmilch Kasachstan mit 258,44 kg, bei der Butter Neuseeland mit 9,25 kg und beim Käse Island mit 30,82 kg pro Kopf und Jahr.
| Land               | Milch  | Butter | Käse  |
| ------------------ | ------ | ------ | ----- |
| Australien         | 123,78 | 3,67   | 10,17 |
| Österreich         | 15,83  | 5,54   | 23,29 |
| Deutschland        | 70,64  | 5,16   | 21,69 |
| Finnland           | 129,90 |        |       |
| Frankreich         | 40,51  | 7,98   | 23,66 |
| Italien            | 29,78  | 2,84   | 23,11 |
| Schweden           | 112,20 |        |       |
| Schweiz            | 108,26 | 5,60   | 19,79 |
| Vereinigte Staaten | 104,15 | 2,13   | 15,77 |
| Durchschnitt Welt  | 59,17  | 1,28   | 5,12  |

In der Schweiz ist zwischen 2004 und 2015 der Pro-Kopf-Konsum von Milch um knapp 22 Kilogramm oder mehr als ein Viertel gesunken. 2017 sank der Pro-Kopf-Konsum weiter auf 51,8 Kilogramm. Von 2013 bis 2018 hat der Pro-Kopf-Verbrauch um insgesamt 6,9 % abgenommen. Auch in Deutschland und Holland wird immer weniger Milch getrunken.

Strukturformel von β-D-Lactose, dem wichtigsten Saccharid (Zucker) in der Kuhmilch.

## Eigenschaften
Die Einteilung in Handelsklassen erfolgt in Deutschland durch die Milch-Güteverordnung. Die Kriterien umfassen die Gesamtkeimzahl (niedrige Werte sprechen für Betriebshygiene und gute Tiergesundheit), Eiweiß- und Fettgehalt, Gefrierpunkt (Abweichungen deuten auf Streckung mit Wasser) und Hemmstoffe wie Antibiotika, welche die Weiterverarbeitung der Milch zu Joghurt oder Käse behindern und zum Lieferstopp für den Landwirt führen.
Der Energiegehalt der verdaubaren Bestandteile frischer Vollmilch beträgt 272 kJ (65 kcal) pro 100 g.
Die Dichte von Kuhmilch ist von der Temperatur abhängig; sie beträgt für homogenisierte und pasteurisierte, 3,5 % Fett enthaltende frische Vollmilch bei einer Temperatur von 20 °C etwa 1,032 g/cm³.
Die normale Milchfarbe ist cremeweiß. Sie entsteht durch die Streuung und Absorption des Lichts durch die Fettkügelchen und das Casein. Je nach Gehalt an Fett und Karotinoiden kann die Farbe ins Gelbliche gehen. Durch die Homogenisierung wird die Milch „weißer“, da die Fettkügelchen einheitlicher sind und das Licht stärker streuen. Entrahmte Milch erscheint durch den Wegfall der Karotinoide bläulich.
| Inhaltsstoffe  | Mensch | Kuh   | Schaf | Ziege | Pferd | Büffel |
| -------------- | ------ | ----- | ----- | ----- | ----- | ------ |
| Wasser         | 87,2   | 87,5  | 82,7  | 86,6  | 90,1  | 82,8   |
| Kohlenhydrate  | 7,0    | 4,8   | 6,3   | 3,9   | 5,9   | 5,5    |
| Milchfett      | 4,0    | < 4,2 | 5,3   | 3,7   | 1,5   | 7,4    |
| Eiweiße        | 1,5    | 3,5   | 4,6   | 4,2   | 2,1   | 3,6    |
| Spurenelemente | 0,3    | 0,7   | 0,9   | 0,8   | 0,4   |        |

### Zusammensetzung

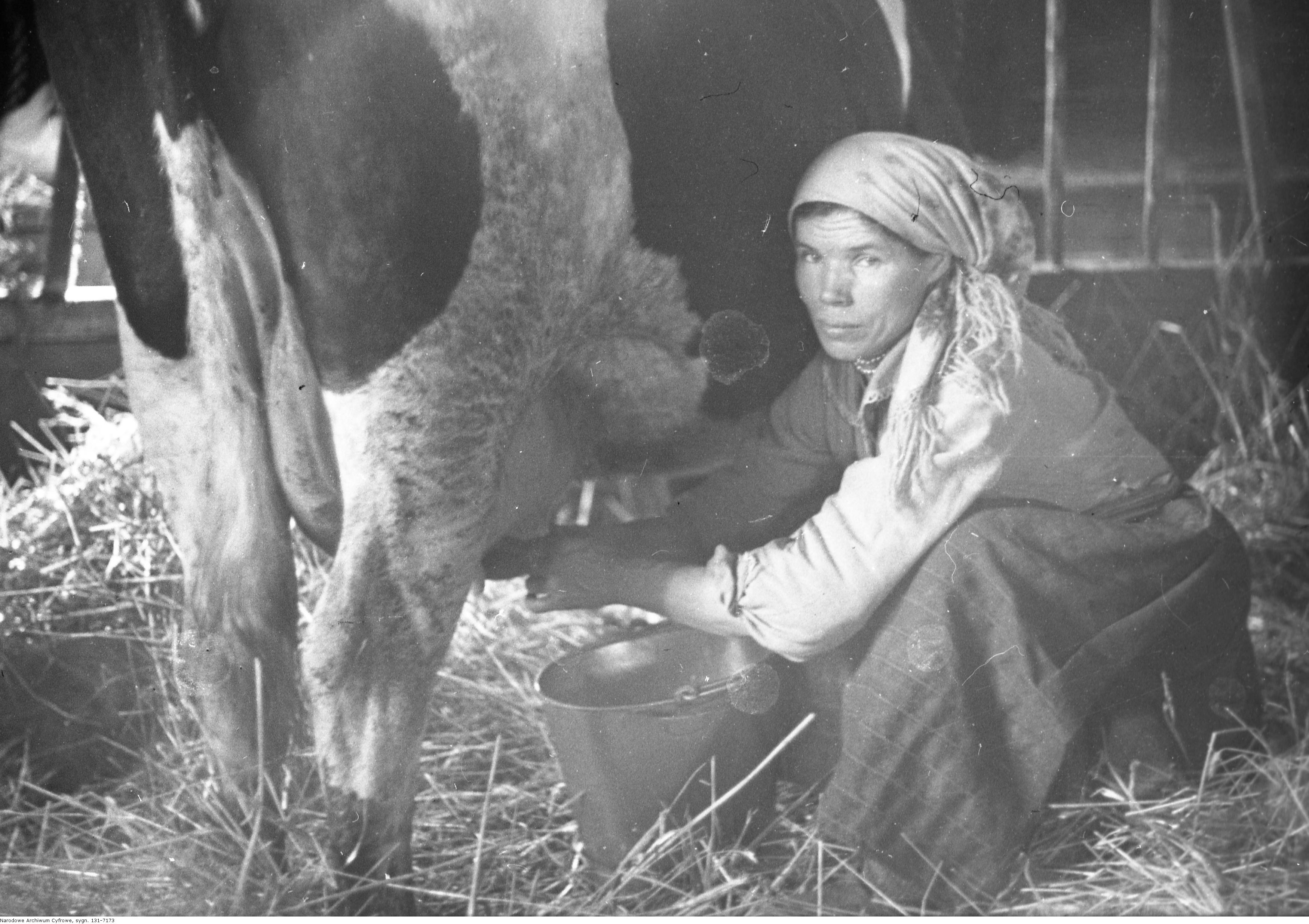
Manuelle Gewinnung durch Melken des Euters einer Milchkuh in Polen (1935)

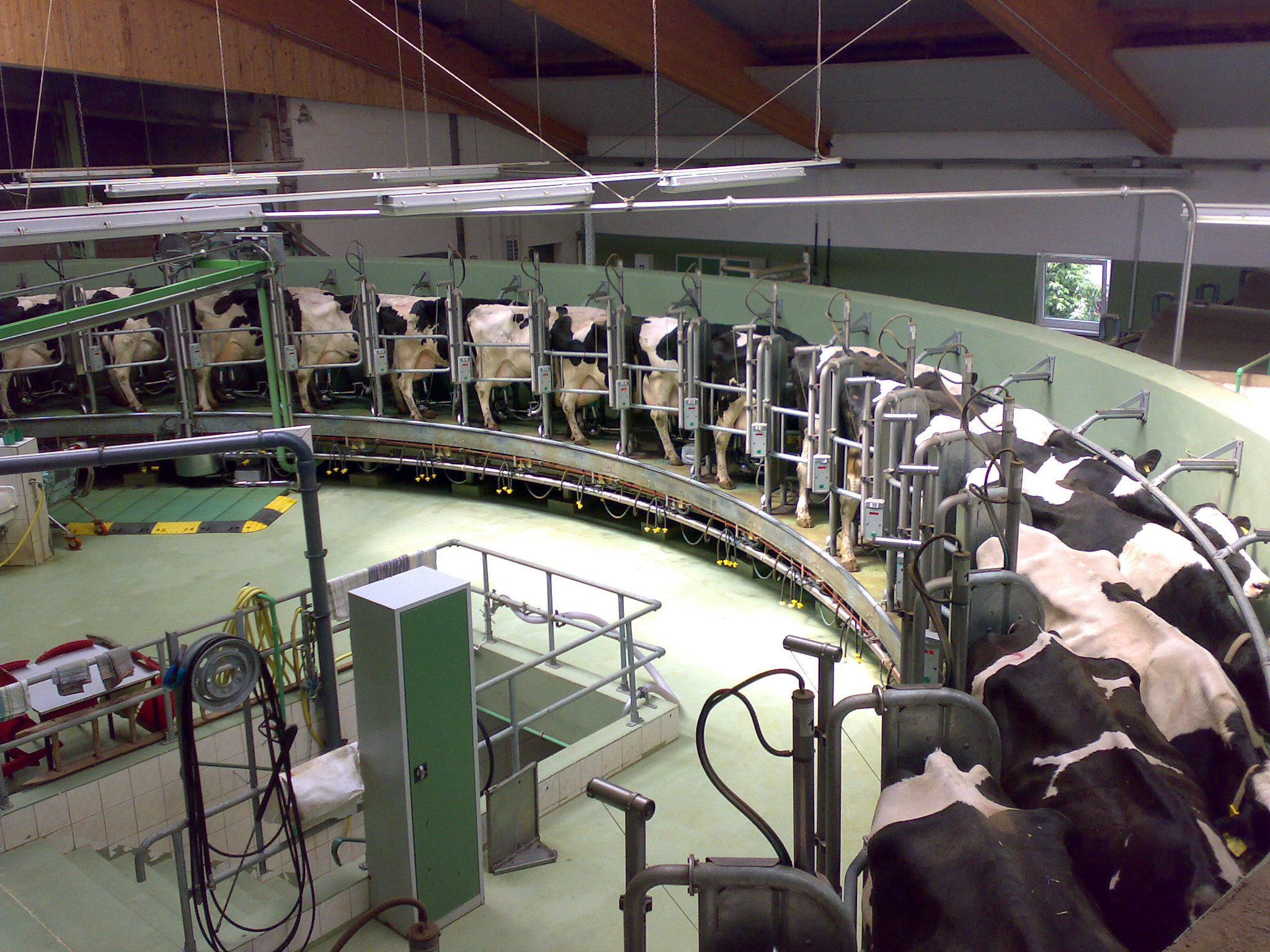
Kühe beim maschinellen Melken in einem Melkkarussell

In der Milch sind Kohlenhydrate, Proteine, Vitamine und Spurenelemente im Wasser gelöst, Milchfett im Wasser emulgiert. Anteile der einzelnen Inhaltsstoffe sind jedoch von Tierart zu Tierart unterschiedlich. Bei Tierarten, die einen sehr energieintensiven Stoffwechsel betreiben, ist die Milch besonders reich an Fetten, Proteinen und Kohlenhydraten. Dazu gehört z. B. die Milch von Walen und Eisbären. Innerhalb einer Art haben auch Fütterung, Haltung, Laktationszeit sowie Gesundheitszustand und Alter der Tiere Einfluss auf die Zusammensetzung der Milch. So führt z. B. eine graslandbasierte Fütterung zu einer Steigerung der mehrfach ungesättigten Fettsäuren und es entsteht ein vorteilhaftes Omega-6-zu-Omega-3-Verhältnis.
Die häufigsten Proteine, die etwa 80 % der Gesamtproteinmenge ausmachen, sind die Caseine. Die übrigen Proteine werden auch als Molkenproteine zusammengefasst. Unter der Bezeichnung Molkenproteine fasst man beta-Lactoglobulin, alpha-Lactalbumin, Serumalbumin, Immunglobulin und Proteosepepton zusammen. Die beim längeren Kochen von Milch zu beobachtende Entwicklung einer Haut an der Oberfläche wird durch die hitzeinduzierte Denaturierung von Albumin verursacht.
Das wichtigste Kohlenhydrat in der Milch ist Lactose (4,6 % in Kuhmilch), daneben sind Galactose, Glucose und Spuren anderer Kohlenhydrate enthalten. Der pH-Wert von Milch schwankt zwischen 6,7 für frische Milch bis etwa 4,5 für saure Milch.

### Fettgehalt
Der natürliche Fettgehalt von Kuhmilch liegt bei ca. 4,2 %. Zur Einstellung des Fettgehalts wird die Milch zunächst in einer von Wilhelm Lefeldt für diesen Zweck entwickelten Milchzentrifuge (auch Separator genannt) in Rahm, Magermilch und Nichtmilchbestandteile getrennt. Durch Zentrifugal- und Zentripetalkräfte ordnen sich diese drei Komponenten mit steigender Dichte wie folgt von innen nach außen an: Rahm (innen; Dichte von reinem Milchfett: 0,93 kg/dm³), Magermilch (mittig; Dichte 1,035–1,038 kg/dm³), Nichtmilchbestandteile (außen durch die höchste Dichte). Die Nichtmilchbestandteile werden außen im Separator als Zentrifugenschlamm gesammelt und nach einer bestimmten Zeit bei einer Teilentleerung der Trommel entfernt. Anschließend kann der Fettgehalt der Magermilch durch Hinzufügen von Rahm beliebig eingestellt werden. Die Bestimmung des Fettgehalts kann nach Weibull-Stoldt, Röse-Gottlieb oder Gerber-Schnelltest erfolgen. In Deutschland sind die Verfahren als Paragraph-64-Methoden in der amtlichen Sammlung von Untersuchungsverfahren definiert.

### Sorten
| Bezeichnung                                 | Fettgehalt | Anmerkung |
| ------------------------------------------- | ---------- | --- |
| Rohmilch                                    | 3,5–5,0 %  | unbehandelte Milch, darf nur vom Hof des Erzeugers bzw. in der Schweiz auch in Käsereien und Molkereien verkauft werden. |
| Vorzugsmilch                                | 3,5–4,0 %  | wie Rohmilch, aber filtriert und verpackt im Handel erhältlich                                                           |
| Vollmilch                                   | min. 3,5 % | muss wärmebehandelt sein; kann teilentrahmt/standardisiert sein                                                          |
| fettarme Milch; in der Schweiz: Milch-Drink | 1,5–1,8 %  | muss wärmebehandelt sein                                                                                                 |
| Magermilch, entrahmte Milch                 | max. 0,5 % | muss wärmebehandelt sein                                                                                                 |

| Bezeichnung                                                                                    | Behandlung | Dauer                      | Vitaminverlust | Denaturierung    | Haltbarkeit                                                                |
| ---------------------------------------------------------------------------------------------- | --- | -------------------------- | -------------- | ---------------- | -------------------------------------------------------------------------- |
| Rohmilch (unverpackt von Bauern oder Molkerei)                                                 | Kühlung |                            |                | keine            | mind. 2–3 Tage, durch natürliche Säuerung gegebenenfalls sehr viel länger  |
| Vorzugsmilch (verpackt)                                                                        | Filtration, Kühlung | keine                      |                |                  | mind. 2–3 Tage, durch natürliche Säuerung gegebenenfalls sehr viel länger  |
| Pasteurisierte Milch, Pastmilch oder „Frischmilch/Frische Vollmilch, traditionell hergestellt“ | Dauererhitzung (62–) 63–65 °C | 30 Min.                    | 5–15 %         | mittel           | gekühlt und ungeöffnet mindestens 4 Tage bis zu 10 Tage; geöffnet 2–4 Tage |
| Pasteurisierte Milch, Pastmilch oder „Frischmilch/Frische Vollmilch, traditionell hergestellt“ | Kurzzeiterhitzung (71–) 72 (–75) °C | 15–30(–45) Sek.            | 5–15 %         | mittel           | gekühlt und ungeöffnet mindestens 4 Tage bis zu 10 Tage; geöffnet 2–4 Tage |
| Pasteurisierte Milch, Pastmilch oder „Frischmilch/Frische Vollmilch, traditionell hergestellt“ | Hocherhitzung 85 (–90) –127 °C | 8–15 Sek.                  | 5–15 %         | mittel           | gekühlt und ungeöffnet mindestens 4 Tage bis zu 10 Tage; geöffnet 2–4 Tage |
| ESL-Milch („extended shelf life“) länger haltbare Frischmilch; in der Schweiz: Hoch-Past       | Pasteurisierung 123–127 °C, alternativ getrennte Mikro- filtrierung von Magermilch und Erhitzung des Rahms auf 72–75 °C mit anschließender Wieder-Vermischung |                            | 10–30 %        | mittel bis stark | gekühlt, ungeöffnet etwa 3 Wochen; geöffnet 2–4 Tage                       |
| H-Milch (ultrahocherhitzte Milch) In der Schweiz: UHT-Milch. ugs. auch uperisierte Milch       | Ultrahocherhitzung 135–150 °C Homogenisierung | mind. 2 Sek., meist 4 Sek. | 5–20 %         | stark            | ungekühlt, ungeöffnet mindestens 6–8 Wochen                                |
| Sterilmilch                                                                                    | Sterilisation in der Verpackung bei 107–115 oder 130 °C | 20–30 oder 12 Min.         | 20–100 %       | stark            | ungekühlt, ungeöffnet bis zu einem Jahr                                    |
| abgekochte Milch                                                                               | Kochen 100 °C |                            | 10–30 %        | mittel           |                                                                            |

Bezeichnungen wie Landmilch mit z. B. 3,8 % Fettgehalt, Heumilch usw. sind keine geregelten Bezeichnungen. Milcherzeugnisse oder milcherzeugende Betriebe werden auch häufig nach der Region benannt, aus der sie hauptsächlich stammen, beispielsweise Gmundner Milch oder Berchtesgadener Milch.
Ab-Hof-Milch ist Rohmilch, die Verbraucher direkt beim Milchviehbetrieb erhalten.
Bei Lactosefreier Milch ist der Fettgehalt nicht normiert, bei ihrer Herstellung wird der Milchzucker nicht entfernt, sondern durch Zugabe von Lactase enzymatisch in Glucose und Galactose gespalten (siehe Unverträglichkeit).
In der landwirtschaftlichen Erzeugung spricht man von fettkorrigierter Milch (FCM, englisch fat corrected milk), wenn diese 4 Prozent Fett aufweist.

### Haltbarkeit
Sowohl die frische Milch als auch aufkonzentrierte Milchprodukte wie Kondensmilch oder Kaffeesahne werden durch Erhitzen haltbar gemacht. Obwohl Sauermilchprodukte keiner Haltbarmachung bedürfen, werden auch diese meist aus pasteurisierter Milch hergestellt, um das Wachstum von unerwünschten Bakterienstämmen und Hefen zu unterdrücken.
Verschiedene Verfahren der Wärmebehandlung:
- Mit Pasteurisierung ist heute meist die Kurzzeiterhitzung gemeint. Übliche Varianten:
  - Dauererhitzung: Die Milch wird für 15 bis 30 Minuten auf 62 °C bis 65 °C erhitzt. Wird heute selten angewandt.
  - Kurzzeiterhitzung: Die Milch wird für 15 bis 30 Sekunden auf 72 °C bis 75 °C erhitzt; Haltbarkeit bei Kühllagerung maximal 10 Tage.[44] Die Kurzzeiterhitzung war über lange Zeit das Standard-Verfahren zur Pasteurisierung von Milch. Seit der Einführung der ESL-Milch wird so behandelte Milch im Handel als „traditionell hergestellte Frischmilch“ bezeichnet.
  -  Hocherhitzung: Die Milch wird für wenige Sekunden auf 85 °C bis 127 °C erhitzt, bis das Enzym Peroxidase nicht mehr nachweisbar ist. Dieses Verfahren wird heute kaum noch angewandt.
- Hochpasteurisierung für ESL-Milch (englisch extended shelf life, ‚längere Haltbarkeit im Regal‘): Die Milch wird für zwei Sekunden auf 127 °C erhitzt und dann sofort auf 90 °C abgekühlt. Nach einigen Sekunden bei 90 °C wird die Milch auf Lagertemperatur gekühlt; bei 7 °C etwa 20 Tage haltbar.
- Mikrofiltration: führt zusammen mit klassischer Pasteurisierung ebenfalls zu ESL-Milch.
- Ultrahocherhitzung (UHT-Milch, H-Milch): Die Milch wird zwei bis acht Sekunden auf mindestens 135 °C erhitzt; ungeöffnet ist die H-Milch bei Zimmertemperatur mindestens drei Monate haltbar.
- Sterilisierung (Sterilmilch): Durch Erhitzen auf 110 °C bis 120 °C für 20 bis 30 Minuten wird die Milch sterilisiert. Diese Milch ist bei Zimmertemperatur mindestens sechs Monate haltbar.

Die Haltbarkeit bezieht sich immer auf die ungeöffnete, von der Molkerei abgefüllte Milchpackung. Nach der erstmaligen Verwendung ist auch haltbare Milch im Kühlschrank aufzubewahren und sollte innerhalb weniger Tage verbraucht werden. Je nach Kühlschranktemperatur kann die Haltbarkeit auch im geöffneten Zustand deutlich verlängert werden. Eine Absenkung der Kühlschranktemperatur von 7 °C auf 5 °C kann die mikrobielle Stabilität zusätzlich um einige Tage verlängern.
Die Effekte der Verfahren zur Haltbarmachung auf den Vitamingehalt der Milch sind unterschiedlich: Studien fanden nach Pasteurisation reduzierte Gehalte an Vitamin B1, B12, E und Folsäure. Der Gehalt an Vitamin B6 blieb unverändert; bei Vitamin A zeigte sich eine Steigerung des Gehalts nach Pasteurisation.
Soweit Vitaminverluste eintreten, liegen diese nach Pasteurisation bei weniger als 10 %. Der Vitaminverlust durch die Herstellung von ESL-Milch liegt bei durchschnittlich 10 %. Die Ultrahocherhitzung hat einen Verlust von etwa 20 % des Vitamin B12 zur Folge; die Verluste bei Vitamin B1, C und Folsäure belaufen sich auf 10 %. Lagerungsbedingt können sich bei Vitamin B1 und B6 Verluste einstellen. Das Ausmaß hängt von der Lagertemperatur und der verwendeten Erhitzungstechnik ab (direkt mittels Dampfinjektion oder indirekt), bei direkt erhitzter H-Milch oder ESL-Milch zusätzlich davon, wie gründlich die Milch anschließend entgast wurde. Sterilisierung bedeutet den höchsten Vitaminverlust, je nach Vitamin und Lagerdauer 20–100 %. Der Vitaminverlust durch einfaches Abkochen von Rohmilch liegt bei 10–30 %.
Eine andere Konservierungsart der Milch ist die energieintensive Trocknung zu Milchpulver oder teilweise Entziehung des Wassers (Kondensmilch). Milchpulver finden etwa Verwendung in der Schokoladenindustrie, bei der Herstellung von Säuglingsnahrung, in der parenteralen Ernährung oder als Aufzuchtfutter für Kälber.
Bei Rohmilch oder Milch, die lediglich einem thermischen Behandlungsschritt unterzogen worden ist, sammelt sich das Milchfett nach einiger Zeit an der Oberfläche an und bildet eine Rahmschicht. Durch die Homogenisierung wird dies verhindert, indem die Größe der Fetttröpfchen auf unter 1 µm Durchmesser reduziert wird und damit die Aufrahmung aus physikalischen Gründen nur über einen sehr langen Zeitraum stattfindet. 

### Homogenisierung

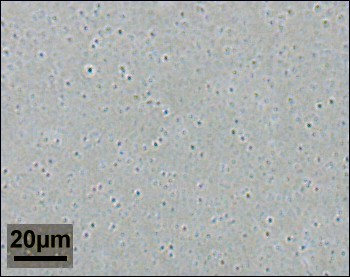
Kleine Fetttröpfchen in homogenisierter Milch

Ziel der Homogenisierung ist es, den mittleren Durchmesser der in der Milch vorhandenen Fettkügelchen (mittlerer Durchmesser der nativen Globule 10 bis 30 µm) unter hohem Druck (150 bis 300 bar) stark zu reduzieren (mittlerer Tropfendurchmesser 1 bis 2 µm), damit die Milch nicht aufrahmt und wegen der vergrößerten Gesamtoberfläche leichter verdaut werden kann. Die vergrößerte Gesamtoberfläche sorgt auch für einen anderen Geschmack. Industriell geschieht diese „Zerkleinerung“ der Fetttröpfchen in großem Maßstab. Dazu wird die Milch unter hohem Druck auf eine Metallplatte gespritzt. Im Homogenisator wirksame Kräfte sind Scher-/Dehnkräfte, Prallströmungen, aber hauptsächlich Kavitation. Physikalisch gesehen kann zwar eine so behandelte Milch immer noch aufrahmen, allerdings steigt die für eine sichtbare Aufrahmung benötigte Zeit sehr stark an, so dass man über die Produktlebensdauer vereinfacht von einer „Aufrahmungsstabilität“ spricht. Die Homogenisierung allein führt allerdings nicht dazu, dass die Milch aus mikrobieller Sicht länger haltbar wird.

### Milchersatz
Milchersatz oder Milchersatzprodukte sind Nahrungsmittel, die geschmacklich oder optisch sowie vom Fett- oder Proteingehalt her Milch (oder Milcherzeugnissen) ähneln, ohne aus dieser hergestellt zu sein. Diese werden in der Regel aus pflanzlichen Produkten gewonnen (Pflanzliche Milch), etwa Getreide- und Sojamilch.

## Gesundheitliche Aspekte des Milchkonsums

### Knochengesundheit
Die Nurses’ Health Study zeigte, dass erhöhter Milchkonsum allenfalls tendenziell Knochenbrüchen vorbeugt. Auch lässt sich das Calcium aus der Milch isoliert nicht resorbieren, es wird dazu Vitamin D benötigt, das nicht in ausreichendem Maße in der Milch enthalten ist. Eine im Jahr 2005 veröffentlichte Metaanalyse sechs prospektiv untersuchter Kohorten fand, dass geringer Milchkonsum (weniger als ein Glas täglich) mit keinem signifikanten Anstieg des Frakturrisikos assoziiert war. Auch eine Übersichtsdarstellung aus dem Jahr 2020 kam zu dem Schluss, dass Milchkonsum die Wahrscheinlichkeit von Knochenbrüchen nicht verringert.

### Herz-Kreislauf-Erkrankungen
2018 kam eine Kohortenstudie zu dem Schluss, dass Milchkonsum (bei Milch und Joghurt) sich positiv auf das verringerte Aufkommen von Herz-Kreislauf-Erkrankungen auswirkt. Keine Signifikanz wurde hingegen beim Konsum von Käse gefunden. Tendenziell negativ wirkte sich Butter aus, dieses Ergebnis war jedoch nicht signifikant. Die Studie umfasste 21 Länder, klammerte bei der genannten Analyse aber Afrika und Südost-Asien aus, da in diesen Regionen kaum Milch konsumiert wurde und kaum Herz-Kreislauferkrankungen auftraten. Das mittlere Alter der Teilnehmer war 50 Jahre, die Nachverfolgung betrug 9 Jahre. Die Höhe des Milchkonsums wurde nur einmalig zu Beginn der Studie erfasst.
Eine Übersichtsdarstellung aus dem Jahr 2020 kam zu dem Schluss, dass der direkte Zusammenhang des Milchkonsums mit Herz-Kreislauferkrankungen unklar sei. Als Alternative zum Konsum von rotem Fleisch könne Milch das Risiko für Herz-Kreislauferkrankungen zwar senken, im Vergleich zum Konsum von pflanzlichen Proteinquellen jedoch erhöhen.

### Allergien
Das Bundesinstitut für Risikobewertung (BfR) sieht in Kuhmilch eines der „wichtigsten Allergie auslösenden Lebensmittel im Kindesalter“ (neben Hühnerei, Fisch, Soja, Weizen und Erdnüssen/Nüssen). Bei Vorliegen einer familiären Neigung (Atopie) könne es infolge einer Nahrungsmittelallergie zu Neurodermitis, Heuschnupfen und Asthma bronchiale kommen. Unter anderem stelle Kuhmilch auch für Erwachsene ein wichtiges Nahrungsmittelallergen dar. Allergische Reaktionen auf Hühnerei und Kuhmilch verlören sich allerdings häufig in den ersten Lebensjahren. Das Institut empfiehlt, unabhängig von einer möglichen erblichen Disposition, mindestens während der ersten 4–6 Lebensmonate zu stillen und keine Kuhmilch (oder andere Beikost) zu geben. Liegt eine Allergie gegen die Molkenproteine α-Lactalbumin oder β-Lactoglobulin vor, kann Hitzebehandlung helfen, die Milch für den Allergiker verträglich zu machen.

### Arzneimittelrückstände
Milch kann von Rückständen pharmazeutischer Wirkstoffe betroffen sein. Da Tierarzneimittel in der Tierhaltung erlaubt sind, müssen Wartezeiten eingehalten werden, damit die Tiere den Großteil wieder ausscheiden, bevor ihre Produkte zum Verbraucher gelangen. Zum Schutz des Verbrauchers vor Nebenwirkungen (wie das Hervorrufen von Krebs oder Erbgutschädigungen) gelten Rückstands-Höchstmengen. Die produzierte Milch wird stichprobenartig auf bestimmte Rückstände untersucht.
In Deutschland wird je 15.000 Tonnen Milch eine Probe entnommen; für das Jahr 2005 ergaben sich so 1.834 Proben. 2005 musste die Milch in den Mitgliedstaaten der EU auf mindestens 45 Stoffe untersucht werden. In Deutschland geht man über diese Vorgabe der EU-Kommission jedoch deutlich hinaus: im Jahr 2004 wurde hier auf 351 Stoffe getestet. In den Jahren zwischen 1998 und 2003 wiesen durchschnittlich 0,1 Prozent der in Deutschland untersuchten Milchproben Rückstände auf, die unzulässig waren oder die eine definierte Höchstmenge überschritten. Die Laboratorien der Bundesländer fanden vor allem das in der Tierhaltung verbotene Antibiotikum Chloramphenicol sowie Phenylbutazon, ein nicht zugelassenes, entzündungshemmendes Mittel. In Deutschland macht das Bundesamt für Verbraucherschutz und Lebensmittelsicherheit (BVL) für jedes Bundesland konkrete Vorgaben über die Zahl der zu untersuchenden Tiere oder die tierischen Erzeugnisse, die zu untersuchenden Stoffe, die anzuwendende Methodik und die Probenahme. Bei Betrieben, die im Verdacht stehen, dass Tiere mit verbotenen Stoffen behandelt werden oder dass Tierarzneimittel nicht fachgerecht angewendet werden, führen die Behörden für Lebensmittelüberwachung gezielte Proben durch.

### Diabetes
Mitte der 1980er Jahre deuteten epidemiologische Daten auf einen Zusammenhang zwischen dem regionalen Kuhmilchverbrauch und dem Auftreten von Typ-1-Diabetes hin: In Japan kamen Mitte der 1980er-Jahre auf 100.000 Einwohner weniger als zwei Kinder, die jährlich neu an Typ-1-Diabetes erkrankten (damaliger Pro-Kopf-Verbrauch: 38 Liter pro Jahr). In Finnland waren es 29 Kinder auf 100.000 Einwohner (damaliger Pro-Kopf-Verbrauch: 229 Liter pro Jahr). Finnische und kanadische Wissenschaftler fanden 1992 in den Blutproben mehrerer hundert Kinder, die neu an Diabetes erkrankt waren, Antikörper gegen einen Bestandteil des Milchproteins, das dem natürlichen Protein p69 ähnelt. Sie vermuteten, dass das Immunsystem von Babys, die eine genetische Anfälligkeit für Diabetes haben und vor dem fünften oder sechsten Monat Kuhmilch trinken, bei jeder Virusinfektion irrtümlich das natürliche Protein attackiert, wodurch die Bauchspeicheldrüse geschädigt werden kann.
Hubert Kolb, Immunbiologe am Deutschen Diabetes-Zentrum, bewertete 2004 vorliegende Erkenntnisse, die für oder gegen einen spezifischen Effekt der Kuhmilchproteine, insbesondere des Albumin, auf die Inzidenz von Typ-1-Diabetes sprechen. Kolbs Fazit lautet: „Zusammenfassend machen die Untersuchungen an Tiermodellen sowie die beobachteten epidemiologischen Korrelationen (Wechselbeziehungen) wahrscheinlich, ohne beweiskräftig zu sein, dass der frühe Kontakt des Neugeborenen- oder Säuglingsdarms mit fremden Proteinen das Erkrankungsrisiko bei genetischer Prädisposition für Typ-1-Diabetes erhöht. Die vorhandenen Daten reichen aber nicht aus, um einen besonders starken Effekt von Kuhmilch gegenüber anderen tierischen und pflanzlichen Proteinen (Eiweißstoffen) zu belegen“. Die zuvor postulierte entscheidende Rolle von Albumin sei nicht gesichert. Im Rahmen einer Übersichtsarbeit verwies Kolb auf Tierversuche, in denen Weizen- und Sojaproteine in der Ernährung höhere Inzidenzraten bezüglich Autoimmundiabetes verursachten als Kuhmilchprotein.
Seit dem Jahr 2002 untersuchte eine finnische Forschergruppe den Verdacht im Rahmen der TRIGR-Studie („Trial to Reduce IDDM in the Genetically at Risk“). Für diese Vergleichsstudie rekrutierten die Forscher Babys, die einen erstgradigen Verwandten (Eltern oder Geschwister) mit Typ-1-Diabetes und ein gewisses genetisches Risiko hatten. Nach dem Zufallsprinzip wurden die Säuglinge auf zwei Gruppen aufgeteilt, die sich in Hinblick auf die Folgenahrung nach dem Abstillen unterschieden. Die eine Gruppe wurde mit einer stark hydrolysierten Babynahrung gefüttert, die kein intaktes Kuhmilchprotein (Casein) mehr enthielt. Die andere Gruppe erhielt konventionelle Milchnahrung auf Kuhmilch-Basis. In die Auswertung gingen Daten von 2.159 Kindern ein, die bis zu einem Lebensalter von zehn Jahren beobachtet wurden. Bezüglich Erkrankungsrisiko ergaben sich keine statistisch signifikanten Unterschiede zwischen den beiden Gruppen. Die 2018 publizierte Studie konnte somit nicht den Verdacht erhärten, dass Kuhmilchproteine in der Babynahrung das Risiko für Typ-1-Diabetes erhöhen. Die Autoren sehen keine Notwendigkeit, die Ernährungsempfehlungen für Kinder mit erhöhtem Risiko für Typ-1-Diabetes zu überarbeiten.

### Keimbelastung
Rohmilch ist weitgehend unbehandelte, lediglich filtrierte Milch und kann, abhängig von den hygienischen Bedingungen, schon ab Euter mit Krankheitserregern belastet sein. Beim Verzehr können diese auf den Menschen übertragen werden und Infektionskrankheiten wie Salmonellose, Campylobacter-Enteritis, Staphylokokken-Infektionen, Listeriose, Brucellose, Darmtuberkulose, Brainerd Diarrhoe oder Enterohämorrhagische Colitis auslösen. Für die Herstellung und den Verkauf von Rohmilch und Rohmilchprodukten gelten in der Europäischen Union besondere Hygienevorschriften, die das Infektionsrisiko minimieren sollen.
Wissenschaftliche Nachweise für gesundheitliche oder nährwertbezogene Vorteile von Rohmilch fehlen. Mit der Ausnahme des Vorkommens von Staphylokokken-Enterotoxinen lassen sich durch Pasteurisierung oder Ultrahocherhitzung die mikrobiologischen Gefahren praktisch ausschließen. Lediglich bei Fehlern in der Technik der Wärmebehandlung oder durch anschließende Rekontamination kann auch pasteurisierte Milch einen Auslöser von Infektionen bilden. Diese Unfälle zählen in der modernen Molkereitechnologie allerdings zur Ausnahme.

### Krebs
Milch und viele Milchprodukte enthalten hohe Mengen an Calcium. Zwei prospektive Kohortenstudien zeigten, dass der Konsum von Calciumdosen > 2000 mg pro Tag (das entspricht etwa zwei Litern Milch) mit einem erhöhten Risiko für Prostatakrebs einhergeht. Zwei andere prospektive Kohortenstudien brachten keinen Zusammenhang für Calciumdosen von 1330 und 1840 mg pro Tag. Als Hintergrund für die Risikoerhöhung wird eine mangelhafte Produktion von Vitamin D3 verdächtigt. Eine hohe Calciumzufuhr vermindert die körpereigene Cholecalciferol-Produktion und präklinische Studien zeigten mehrere potenziell nützliche Effekte des Vitamins bezüglich Prostatakrebs. Sonn u. a. fanden 2005 im Rahmen einer Übersichtsarbeit unter neun prospektiven Studien fünf, die einen Zusammenhang zwischen dem Konsum von Milchprodukten und dem Prostatakrebsrisiko herstellten. In welchem Ausmaß der Calciumkonsum im Verhältnis zum Fettkonsum aus Milch und Milchprodukten zum Risiko beiträgt, ist unklar.
Eine Metaanalyse von Gao u. a. kam 2005 zu dem Schluss, dass die hohe Aufnahme von Milchprodukten und Calcium mit einem leicht erhöhten Prostatakrebsrisiko verbunden sein könne. Diese Schlussfolgerung basiert nach Einschätzung durch Severi u. a. jedoch auf „relativ schwacher statistischer Evidenz“ und einer „sehr kleinen Effektgröße“. Zudem konnten die Kritiker der Metaanalyse Studiendaten vorweisen, die nicht zur Schlussfolgerung von Gao u. a. passen.
Laut Harvard School of Public Health könne man nicht zuversichtlich sein, dass ein hoher Milch- oder Calciumkonsum empfehlenswert sei. Wissenschaftler der University of Hawaii gehen davon aus, dass ein übermäßiger Konsum an fettarmen Milchprodukten die Wahrscheinlichkeit, an Prostatakrebs zu erkranken, erhöht. Einer gemeinsamen Bewertung durch den World Cancer Research Fund und das American Institute for Cancer Research aus dem Jahr 2007 zufolge senkt Kuhmilch wahrscheinlich das Darmkrebsrisiko. Wegen der Hinweise, dass sehr hohe (≥ 2 g) Calciumtagesdosen das Prostatakrebsrisiko möglicherweise erhöhen, sprechen die Autoren jedoch keine krebsrelevanten Empfehlungen bezüglich des Konsums von Kuhmilch aus.
2005 kam eine Studie mit Daten aus 300.000 Männern zu dem Schluss, dass ein hoher Milchkonsum mit einem 30 % höherem Risiko für Prostatakrebs einhergeht. Michael de Vrese vom Max Rubner-Institut hält die Studie für seriös, erklärt dazu aber, dass „[…] die Vorteile des Milchkonsums […] die etwaigen Risiken übertreffen […].“ Es sei bewiesen, dass ein ausreichender Milchkonsum Osteoporose, Bluthochdruck, Herzinfarkt und Übergewicht vorbeuge.
In einem Übersichtskommentar von 2020 gehen die Autoren von einem erhöhten Risiko für Prostata- und Gebärmutterkrebs aus.
Eine im Juli 2020 veröffentlichte systematische Übersichtsarbeit schätzt die bisherigen Forschungsergebnisse zum Zusammenhang des Milchkonsums und Prostatakrebs als „nicht schlüssig“ ein. Während die Mehrheit der ausgewerteten Studien den statistischen Zusammenhang nahelegen, zeige eine große schwedische Studie aus dem Jahr 2020 keinen Zusammenhang zwischen Milchkonsum und einem erhöhten Risiko für die Entwicklung von Prostatakrebs. Während einige der ausgewerteten Studien eine Korrelation zwischen einem erhöhten Risiko für Prostatakrebs und einem hohen Fettgehalt in der Milch fanden, deuteten andere darauf hin, dass die fettfreien Bestandteile der Milch mit dem höheren Risiko für Prostatakrebs verbunden sein könnten.

### Parkinson-Krankheit
Chen u. a. untersuchten 2002 den Zusammenhang zwischen der Nahrungsaufnahme und dem Parkinsonrisiko. Sie fanden eine positive Assoziation zwischen der Kuhmilchaufnahme und dem Parkinsonrisiko bei Männern, nicht jedoch bei Frauen. Als Ergebnis einer weiteren Datenauswertung im Jahr 2007 ergab sich zusätzlich eine Risikoerhöhung für weibliche Konsumenten von Milchprodukten, wobei die betrachteten Frauen weniger von der Risikoerhöhung betroffen waren als die Männer. Die Autoren schlossen aus den Daten, dass der Konsum von Milchprodukten das Risiko für Parkinson erhöhen könne, besonders bei Männern. Jedoch seien weitere Studien zur Untersuchung der Befunde und des zugrundeliegenden Mechanismus nötig. Eine japanische Kontrollstudie fand 2011 keinen Zusammenhang zwischen der Aufnahme von Milchprodukten und der Parkinsonkrankheit. Der Konsum von Milch und Milchprodukten ist als möglicher ätiologischer Faktor bis heute (Stand: 2014) in der Diskussion. Jedoch ist die Erklärung für den epidemiologisch beobachteten Zusammenhang bis heute unbekannt. Es fehlt der wissenschaftliche Nachweis, dass Milch einen Risikofaktor für die Parkinsonkrankheit darstellt. Einschränkungen des Milchkonsums mit der Absicht, hierüber die Entwicklung oder das Fortschreiten der Parkinsonkrankheit zu verhindern, werden nicht empfohlen.

### Unverträglichkeit

Weltweite Verteilung der Laktoseintoleranz

Es existieren Unverträglichkeiten auf das Nahrungsmittel Milch und die daraus hergestellten Produkte. Sie basieren darauf, dass Milchbestandteile im Körper nicht hinreichend aufgespalten werden können (wegen Lactoseintoleranz oder Milcheiweiß-Unverträglichkeit) oder darauf, dass sonstige Inhaltsstoffe der Milch nicht vertragen werden. Die Fähigkeit, den in der Milch enthaltenen Milchzucker auch als Erwachsener verdauen zu können, ist eine genetisch recht junge Entwicklung und wird auf 8000 bis 9000 Jahre geschätzt. Zu ihrer Ausbreitung kam es vermutlich zuerst in Nord- und Mitteleuropa mit oder kurz nach dem dortigen Beginn des Neolithikums, als sich mit Beginn der Viehzucht die Verträglichkeit als positives Selektionskriterium erwies.
Zur Verdauung der Lactose ist das Enzym Lactase erforderlich, dessen Produktion bei Kleinkindern während der Stillzeit voll ausgeprägt ist, in späteren Jahren aber teilweise oder vollständig zurückgeht. Klinische Versuche haben ergeben, dass ein Teil der Menschen aufgrund dessen bei der Aufnahme von Lactose mit Beschwerden (Durchfall, Blähungen, Völlegefühl, Magendrücken, Aufstoßen, Meteorismus, Koliken, Bauchschmerzen, Darmkrämpfen, Übelkeit bis zum Erbrechen, Migräneattacken, Kreislaufproblemen, Schwächeanfällen) reagieren (Laktoseintoleranz). Wenn diese Symptome bei Konsum von Milchprodukten in normalen Mengen eintreten, kann eine Milchunverträglichkeit vorliegen. Dieser kann durch Nahrungsumstellung oder Einnahme von Lactasetabletten begegnet werden. Etwa 10–15 Prozent aller Erwachsenen in Europa vertragen keine lactosehaltige Milch.
Die größte Konzentration Erwachsener, die Lactose verwerten können, findet sich in Europa nördlich der Alpen. Über 95 Prozent der Norddeutschen, Niederländer, Dänen, Schweden und anderer Skandinavier verfügen über eine körpereigene Lactaseenzymgenese, um ihr ganzes Leben lang Lactose verdauen zu können. Ein Großteil der zentral- und südasiatischen Bevölkerung verträgt im Erwachsenenalter keine Kuhmilch mehr, bei ihnen besteht eine Lactoseintoleranz.
Es gibt zahlreiche Hersteller lactosefreier Milch und Milchprodukte. Dazu wird der Milch das Enzym Lactase zugesetzt, die die Lactose in ihre Ausgangszucker Glucose und Galactose spaltet, die Verdauung also quasi vorwegnimmt. Diese lactosefreie Milch schmeckt süßer als Milch, weil Glucose und Galactose süßer schmecken als der ursprüngliche Milchzucker. Vielfach wird auch Milchersatz aus Pflanzen anstelle von Kuhmilch verwendet. Als Alternative für Milchallergiker und Menschen mit Lactoseintoleranz gibt es aber auch tierische Alternativen, zum Beispiel Kamelmilch.

### Weichmacher
Auf Grund der weltweiten Verbreitung von Weichmachern in der Umwelt konnten Phthalate bereits in der Rohmilch von Kühen nachgewiesen werden. Während der Verarbeitung kann die Konzentration durch den direkten Kontakt mit phthalathaltigen Materialien (Kunststoffrohre etc.) weiter zunehmen.

## Film
- Das System Milch. Dokumentarfilm von 2017, Regie: Andreas Pichler[83]